# James Glaisher
James Glaisher (Londra, 7 aprile 1809 – Croydon, 7 febbraio 1903) è stato un meteorologo, astronomo e scienziato inglese.

## Biografia
Nato a Rotherhithe (quartiere residenziale nella parte sud di Londra), figlio di un orologiaio, James Glaisher fu assistente junior presso l'Osservatorio di Cambridge dal 1833 al 1835, prima di trasferirsi all'Osservatorio Reale di Greenwich, ove divenne soprintendente del dipartimento di Meteorologia e Magnetismo per 34 anni.
Nel 1845, Glaisher pubblicò le sue tabelle relative ai punti di rugiada per la misurazione dell'umidità. 
Nel giugno del 1849 venne eletto membro della Royal Society.
Fu uno dei membri fondatori della Royal Meteorological Society nel 1850 (di cui fu presidente dal 1867 al 1868)  e della Royal Aeronautical Society nel 1866.
Venne altresì eletto membro della Royal Photographic Society nel 1854, di cui fu presidente per molti anni tra il 1869 e il 1892 e di cui resterà membro fino alla morte.

Ma James Glaisher è soprattutto conosciuto come un pioniere dell'aeronautica. Tra il 1862 e il 1866 effettuò numerose ascensioni, in pallone aerostatico, la maggior parte delle quali insieme a Henry Tracey Coxwell, allo scopo di misurare la temperatura e l'umidità dell'atmosfera terrestre alle più alte quote.

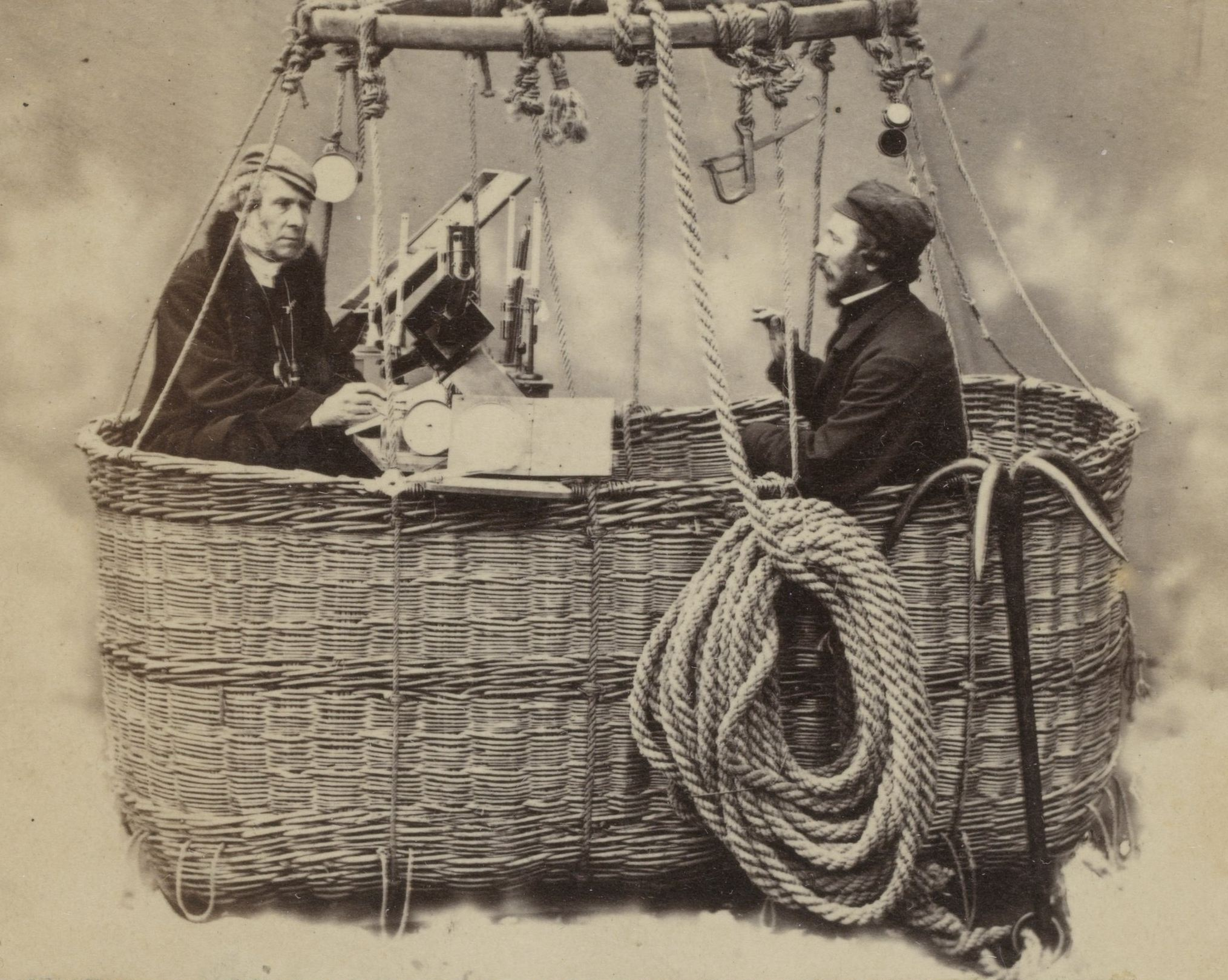
James Glaisher (a sin.) e Henry Tracey Coxwell su un aerostato nel 1864

La loro ascensione del 5 settembre 1862 stabilì il nuovo record mondiale d'altezza, arrivando fino a circa 28 900 piedi (8 800 metri), ultima quota rilevata prima di perdere i sensi. Uno dei piccioni che aveva portato con sé morì. Le stime successive suggerirono che il pallone fosse arrivato fino a una quota oscillante tra i 9 500 e i 10 900 metri s.l.m.
Mentre Glaisher era svenuto, Coxwell aveva perso sensibilità alle mani, nonostante ciò, accortosi che la valvola per il deflusso del gas era bloccata per il ghiaccio, con grande sforzo era riuscito ad arrampicarsi fino alla sommità del pallone riuscendo ad aprirla prima di perdere conoscenza a sua volta, questo aveva permesso all'aerostato di perdere quota permettendo ai due di riprendersi e terminare l'atterraggio.

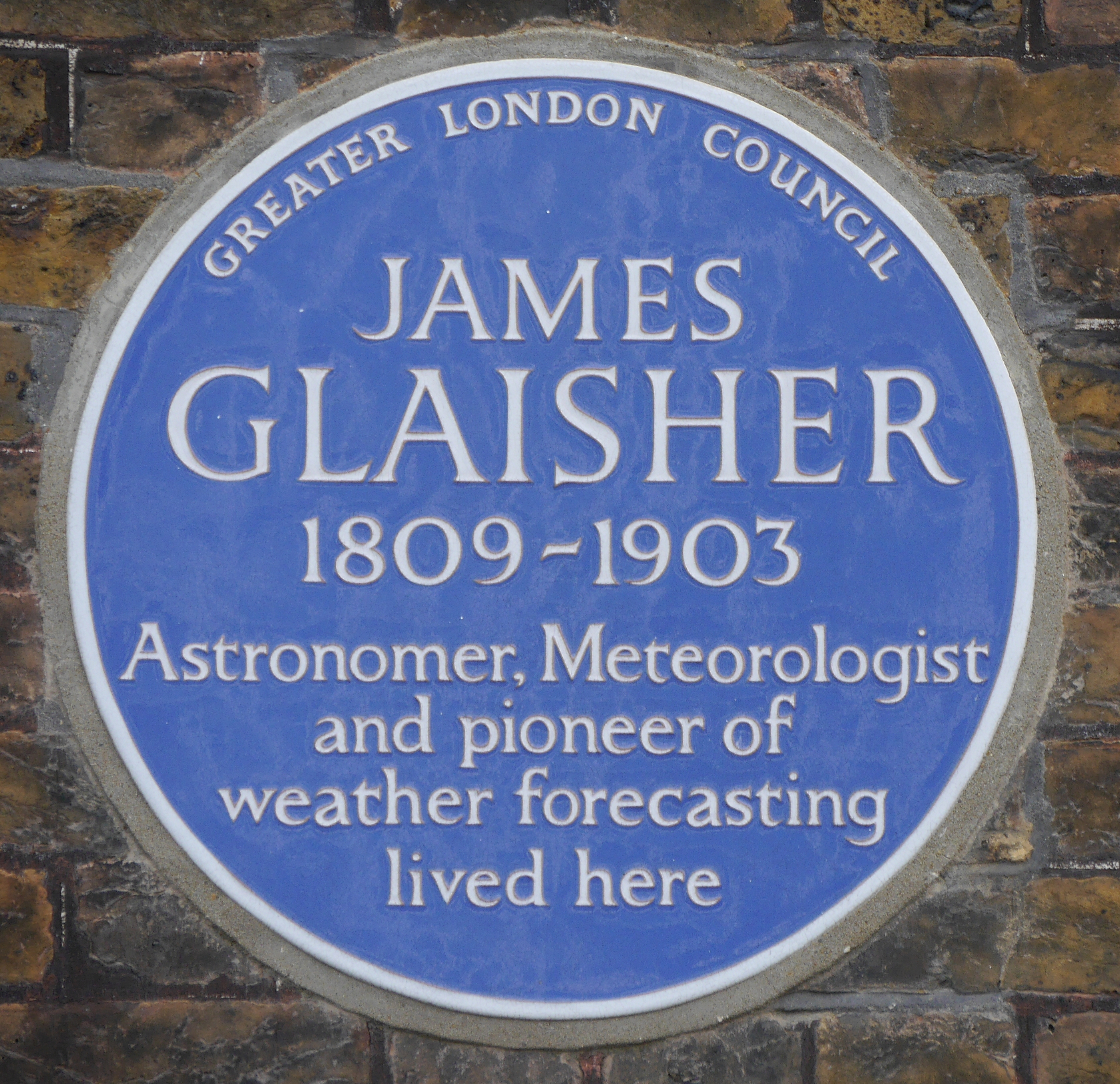
Targa sulla casa di Glaisher

Glaisher morì nel 1903 a Croydon, un sobborgo di Londra, all'età di 93 anni. Una targa è stata posta in sua memoria al n. 20 di Dartmouth Hill, dove era vissuto.

## Famiglia
Nel 1843 si era sposato con l'allora quindicenne Cecilia Louisa Belville, fotografa, artista e illustratrice. James e Cecilia ebbero due figli maschi: Ernest Glaisher e il matematico James Whitbread Lee Glaisher (1848–1928), e una femmina: Cecilia Appelina (1845–1932).

## Nella cultura popolare
Il film The Aeronauts del 2019 racconta, in maniera assai romanzesca, la storia dell'ascensione del 1862 con Eddie Redmayne che interpreta James Glaisher e Felicity Jones che interpreta Amelia Wren, personaggio di fantasia, come pilota dell'aerostato.